# Ejler Koch
Ejler Koch (født 11. august 1933 på Frederiksberg, død 11. august 1978) var en dansk jurist og politiker. Han var medlem af Folketinget fra 1973 til 1977, valgt for Socialdemokratiet i Københavns Amtskreds.
Koch var søn af kultur- og kirkeminister Bodil Koch og dr.theol. professor i kirkehistorie Hal Koch, samt bror til forhenværende undervisnings- og kirkeminister Dorte Bennedsen. Han blev student i 1951 og jurist i 1957. Han var ekspert i forvaltningsret og skrev flere videnskabelige afhandlinger. Han var ansat dels i centraladministrationen (bl.a. Indenrigsministeriet) og dels ved Københavns Universitet. Han blev direktør for Miljøstyrelsen i 1977. Koch deltog meget i offentlige debat og indtog nogle gange synspunkter som ikke passede med sit partis (Socialdemokratiets) officielle holdninger.
Ejler Koch var folketingskandidat for Socialdemokratiet i Ballerupkredsen (Københavns Amtskreds) fra 1970 til 1977. Han var i 2 perioder i 1972 og 1973 midlertidigt medlem af Folketinget i sammenlagt over 3 måneder, før han blev valgt til Tinget ved folketingsvalget 4. december 1973. Herefter var han medlem af Folketinget indtil han nedlagde sit mandat 18. april 1977 for at blive direktør i Miljøstyrelsen. Kock blev afløst i Folketinget af forbundsformand Hans Jørgen Jensen. Koch døde året efter 11. august 1978 på sin 45-års fødseldag.